# 보조정리
보조정리(補助定理, lemma 렘마[*])는 수학에서 이미 증명된 명제로서 그 자체가 중시되기보다 다른 더 중대한 결과를 증명하는 디딤돌로 사용되는 명제이다.
대부분의 경우 기본형은 증명하려는 정리에서 중요성을 도출한다. 그러나 기본형은 원래 생각했던 것보다 더 중요한 것으로 판명될 수도 있다. 렘마(lemma)라는 단어는 고대 그리스어 λῆμμα(선물, 이익 또는 뇌물과 같은 "받는 모든 것")에서 파생된다.

## 같이 보기
- 공리
- 따름정리
- 반론
- 정리
- 정리